# إيفان بافلوف (متزلج فني)
إيفان بافلوف (بالأوكرانية: Іван Володимирович Павлов)‏ هو متزلج فني أوكراني، ولد في 26 سبتمبر 1998 في كييف في أوكرانيا.

## وصلات خارجية
- إيفان بافلوف على موقع الاتحاد الدولي للتزلج (الإنجليزية)
- إيفان بافلوف على موقع الاتحاد الدولي للتزلج (الإنجليزية)
- إيفان بافلوف على موقع الاتحاد الدولي للتزلج (الإنجليزية)